# Dietzhölztal
Dietzhölztal este o comună din landul Hessa, Germania.